# Patagonia (dokumentarfilm)
|  | Denne artikel er oprettet af botten Steenthbot ud fra en ekstern database. Den kan derfor have sproglige fejl eller mangler. Denne skabelon kan fjernes efter kontrol af indholdet. |

Patagonia er en dansk dokumentarfilm fra 1998 instrueret af Elina Cullen.

## Handling
Nogle kvinder fortæller om deres liv, hvordan de undgår, at militæret tager deres land, hvor korrupt systemet er, og at Patagonien bliver opkøbt af verdens rige, som f.eks. Benneton der har opkøbt 900.000 hektar.